# Susitna
Susitna é uma Região censo-designada localizada no estado americano de Alasca, no Distrito de Matanuska-Susitna.

## Demografia
Segundo o censo americano de 2000, a sua população era de 37 habitantes.

## Geografia
De acordo com o United States Census Bureau, a localidade tem uma área de 411,4 km², dos quais 409,8 km² cobertos por terra e 1,6 km² cobertos por água.

## Localidades na vizinhança
O diagrama seguinte representa as localidades num raio de 56 km ao redor de Susitna.